# 576i

Resolución SDTV por nación; países que usan 576i están en azul.

576i, conocido popularmente como televisión en 625 líneas, es un formato de video que se utiliza principalmente en países que emplean los sistemas de transmisión PAL (Phase Alternating Line) y SECAM (Séquentiel Couleur à Mémoire). Este formato se caracteriza por tener una resolución de 720x576 píxeles, lo que equivale a un total de 414,720 píxeles (aproximadamente 0.4 megapíxeles). La "i" en 576i indica que se trata de un formato de imagen entrelazada, donde las líneas de la imagen se actualizan en dos campos alternos, lo que ayuda a mostrar el movimiento de manera más fluida.
El formato 576i tiene sus raíces en estándares anteriores como el 480i, utilizado principalmente en América del Norte. Con el avance de la tecnología, ha sido sucedido por formatos de mayor definición como el 720p y el 1080p. Sin embargo, el 576i sigue siendo relevante debido a su amplia adopción y compatibilidad con sistemas digitales actuales.

## Visión general

### Características
El formato 576i tiene una frecuencia de refresco de campo de 50 Hz, lo que significa que muestra 25 cuadros por segundo (o 50 campos). Esta especificación también puede expresarse como 576i50. Esta notación es reconocida por organizaciones como la EBU (European Broadcasting Union) y SMPTE (Society of Motion Picture and Television Engineers). Las aplicaciones digitales que utilizan el formato 576i suelen estar relacionadas con las emisiones analógicas conocidas como "625 líneas", aunque solo se muestran 576 líneas efectivas al espectador.

### Diferencias con las Señales Analógicas
En comparación con las señales analógicas, el formato 576i mantiene características similares, como las 576 líneas visibles y la tasa de 25 cuadros por segundo. Sin embargo, en el modo analógico se añaden 49 líneas adicionales para la sincronización, resultando en un total de 625 líneas. A diferencia de las señales analógicas, que no utilizan píxeles y crean imágenes a través de líneas continuas, el formato digital permite elegir cuántos píxeles hay por línea, siempre que se respeten ciertas normas técnicas.

### Usos y Compatibilidad
El formato 576i es compatible con diferentes relaciones de aspecto, como 4:3 y 16:9, lo que lo hace adecuado para diversas plataformas de transmisión digital, incluidos ATSC (Advanced Television Systems Committee) y DVB (Digital Video Broadcasting). Además, este formato se utiliza comúnmente en DVDs y transmisiones digitales terrestres.

## Países que Utilizan 576i
A continuación se presenta una lista de países por continente que emiten señales en formato 576i:

### América
- Argentina
- Paraguay
- Uruguay

### Asia
- Corea del Sur
- Japón

### Europa
- Alemania
- España
- Francia
- Reino Unido

### Oceanía
- Australia

## Historia

### Predecesor
El formato 576i tiene sus raíces en el sistema 480i, que fue ampliamente utilizado en regiones que adoptaron el estándar de televisión analógica NTSC. Mientras que el 480i presenta una resolución de 480 líneas activas y es característico de países como Estados Unidos y Japón, el 576i, con sus 576 líneas, se ha convertido en el formato preferido en regiones que utilizan los estándares PAL y SECAM, como gran parte de Europa y Australia. Esta evolución de 480i a 576i refleja la transición hacia una mayor calidad de imagen y una mejor experiencia visual, adaptándose a las necesidades cambiantes del público y la tecnología de transmisión.

### Sucesor
Con el avance de la tecnología en el ámbito de la televisión y la transmisión de vídeo, ha emergido un sucesor del formato 576i, denominado 720p. Este nuevo estándar proporciona una resolución superior, alcanzando 1280x720 píxeles, lo que se traduce en una calidad de imagen notablemente mejorada en comparación con su predecesor. La transición a 720p permite una representación más nítida y detallada de las imágenes, lo que es especialmente beneficioso para la visualización de contenido en pantallas más grandes. Además, 720p es un formato progresivo, lo que significa que cada cuadro se presenta en su totalidad en lugar de ser entrelazado, ofreciendo así una experiencia visual más fluida y clara. Esta evolución refleja la creciente demanda por parte del público de una calidad de imagen superior y ha sido un paso fundamental hacia los estándares de alta definición que dominan el mercado actual.